# Куці
Куці́ — село (аул) в Лакському районі Дагестану (Росія). Знаходитись в південно-східній частині району на відстані 11 км від райцентру.
В 1914 році в селі проживали 80 осіб, а в 1929 було 23 двори і в них 97 жителів.
| Росія | Це незавершена стаття з географії Росії. Ви можете допомогти проєкту, виправивши або дописавши її. |